# Teuta
Teuta (en grec ancien Τεύτα) est une princesse illyrienne du IIIe siècle av. J.-C., considérée comme reine, de la tribu des Ardiéens approximativement de 231-230 à au moins 228 av. J.-C.
Elle succède à Agron d'Illyrie et devient régente pour son jeune beau-fils Pinnes d'Illyrie (en). 
Des actes de piraterie illyriens en mer Adriatique, et le blocage de l'île d'Issa qui demanda le secours des Romains, menèrent à la première guerre d'Illyrie contre la République romaine en 229-228 av. J.-C. Teuta est contrainte de signer une paix très dure, les grandes tribus illyriennes et trois cités grecques deviennent clientes de Rome.

## Règne d'Agron

Royaume des Ardiéens sous le règne d'Agron.

Teuta est la seconde épouse d'Agron d'Illyrie qui règne sur les Ardiéens d'environ 250 à 231-230 av. J.-C. Au cours du règne de ce dernier, le royaume devient l'un des plus puissants États de la région, non seulement à l'échelle de l'Illyrie, mais aussi à celle des Balkans. Agron réussit à étendre son pouvoir sur de nombreux peuples et villes des régions adriatiques et ioniennes, dont peut-être certaines villes grecques. Il devient célèbre par sa victoire décisive sur les Étoliens vers 232-231 av. J.-C., l'Étolie étant pourtant l'une des principales puissances politiques et militaires de Grèce de l'époque.
Agron meurt vers 231-230 av. J.-C. et c'est son jeune fils d'une première épouse, Pinnes d'Illyrie, qui lui succède. Teuta devient alors régente et c'est pourquoi l'auteur antique Appien ne lui donne pas le titre de « reine », qui lui est pourtant attribué par les autres auteurs antiques.

## Régence de Teuta

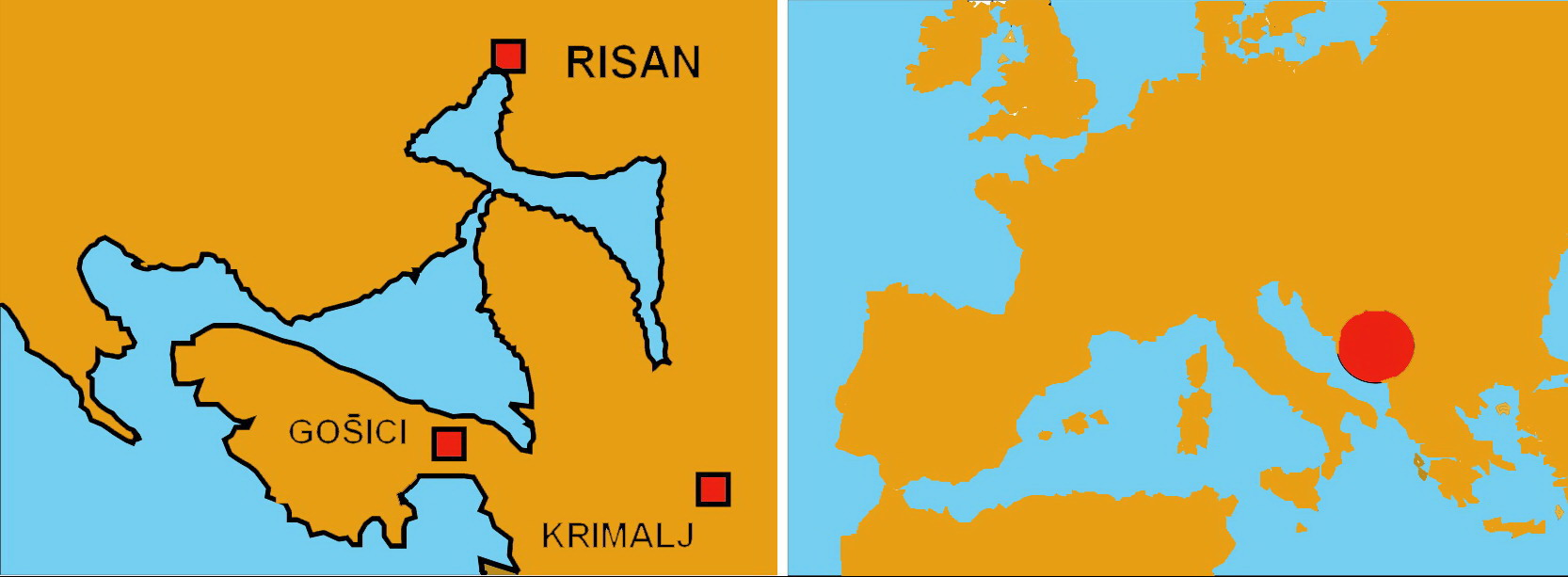
Golfe de Kotor avec les forteresses illyriennes sur les collines : Rhizon, Gosici et Kremalj.

### Premières années
Elle hérite donc du royaume des Ardiéens, qui comprend une partie importante de l'Illyrie, même si son ampleur exacte reste inconnue. Elle agit comme régente pour son jeune beau-fils Pinnes dont le siège royal se situe à Rhizon dans le golfe de Kotor,.
Le royaume de Scodra vise à s'étendre sur l'ensemble du littoral dalmate. Les Illyriens se lancent à l'attaque de l'Élide et la Messénie, faisant des raids contre les villes côtières et se retirant avant que les renforts puissent arriver. Les Illyriens s'emparent bientôt de Dyrrachium, qu'ils fortifient, puis de Phœnicè après avoir rallié la garnison gauloise pour piller la ville. Une armée épirote de renfort est écrasée par les Illyriens. Ils finissent par traiter avec leurs ennemis, qui reçoivent le secours des Étoliens et des Achéens. Ils libèrent la ville à la suite d'une trêve contre un tribut et se retirent sur leurs terres.

### Piraterie en Adriatique et relations avec Rome
Les pirates illyriens gênent considérablement la navigation en mer Adriatique à partir de leurs bases sur la côte dalmate. Rome a de nombreuses relations commerciales avec la rive orientale de l'Adriatique.
Alors que ses navires illyriens sont au large de la côte de Onchesmos, ils interceptent et pillent des navires marchands de la République romaine. Les forces de Teuta étendent leurs opérations plus au sud de la mer Ionienne, attaquant les voies commerciales entre la partie continentale de la Grèce et les villes gréco-romaines d'Italie. Des citoyens romains sont capturés et réduits en esclavage.
D'un autre côté, Rome a assuré l'hégémonie et la sécurité de mers entourant l'Italie et ne peut pas ignorer les provocations constantes des Illyriens. En outre, le Sénat a intérêt à protéger les colonies côtières romaines de Rimini et Brindisi, pour ne pas inquiéter la population locale, et éviter une rébellion contre les Romains. Les pirates illyriens ayant la mainmise sur la mer Adriatique, Rome estime qu'elle est obligée d'intervenir militairement contre eux.
En 230 av. J.-C., le Sénat romain décide donc d'envoyer une ambassade à Teuta dans la ville Scodra afin de solliciter réparation et d'exiger la fin de toutes les raids pirates,.
Il semble que l'un des deux ambassadeurs présents, soit Caius soit Lucius Coruncanius, s'adresse à la reine de manière si irrespectueuse que Teuta ordonne à ses hommes de saisir le navire des envoyés romains alors qu'ils embarquent pour le retour,. Un des ambassadeurs est exécuté tandis que l'autre est mis en captivité,. Ce crime est considéré à Rome comme une déclaration de guerre. Rome profite aussi de l’occasion pour porter secours aux Grecs et s'immiscer dans les affaires du monde grec.

### Guerre contre Rome

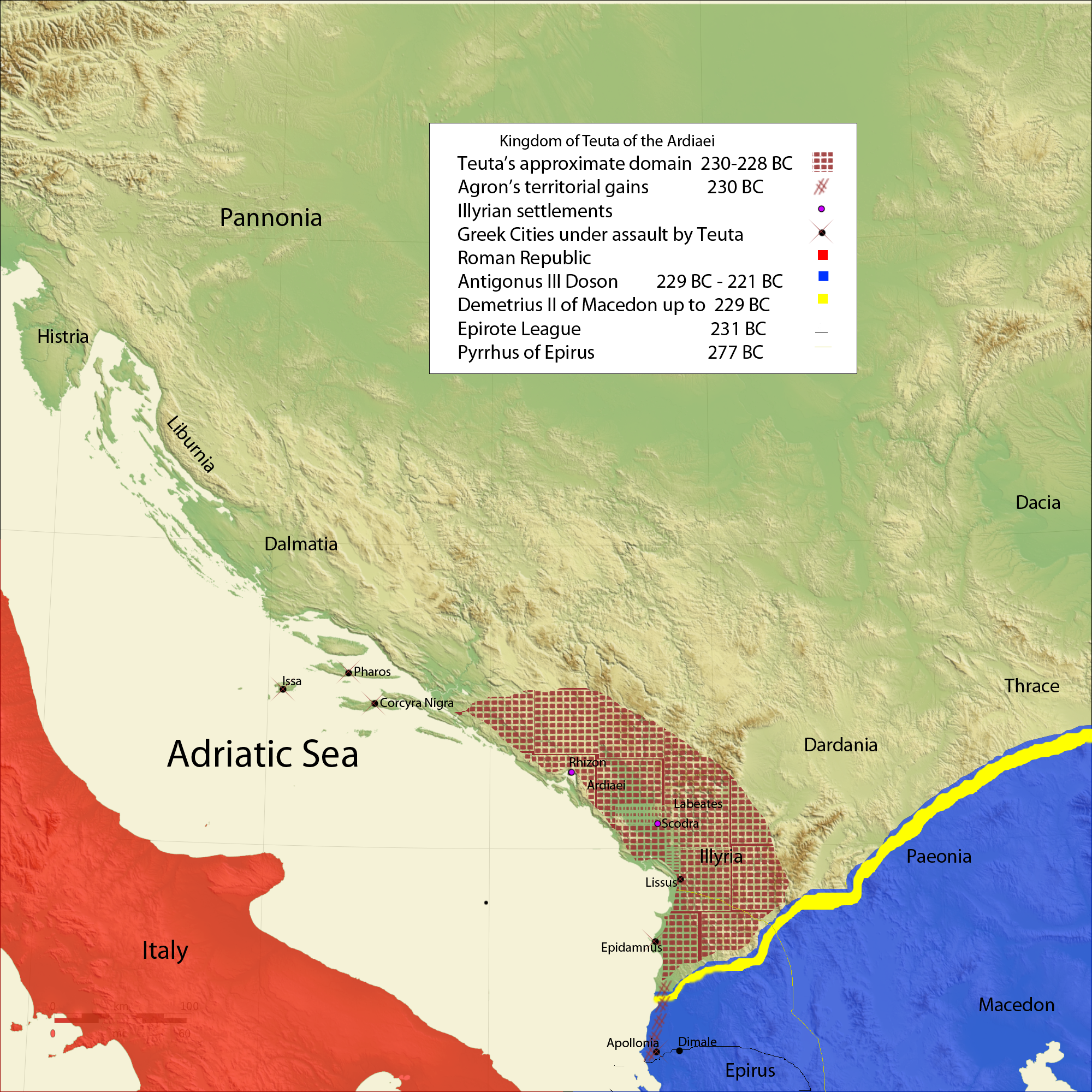
Limites approximatives des terres sous domination de Teuta au moment de la guerre romano-illyrienne.

En 229 av. J.-C., après un vote des comices centuriates, Rome déclare la guerre aux Illyriens, : c'est la première guerre d'Illyrie.
Une armée composée d'environ 20 000 soldats et 2 000 cavaliers ainsi qu'une flotte de 200 navires sont envoyées à la conquête de Corcyre,. Les deux consuls romains sont Lucius Postumius Albinus et Cnaeus Fulvius Centumalus : le premier est affecté à la flotte et le deuxième aux forces terrestres.
Alors que Rome organise sa campagne, la reine Teuta s'allie aux Épirotes, pourtant vaincus l'année précédente, et aux Acarnaniens. Elle lance une importante expédition sur Corcyre et Épidamne. Les Illyriens échouent devant la deuxième et mettent le siège devant la première. Celle-ci s'est alliée aux confédérations achéenne et étolienne. Corcyre capitule et les Illyriens tentent une nouvelle fois de s'emparer d'Épidamne avant de mettre le siège devant Issa.
C'est Démétrios de Pharos qui reçoit le commandement de Corcyre pour faire face aux Romains. Né dans la colonie grecque de Pharos, il est passé au service des Illyriens, soit dès le règne d'Agron ou alors sous celui de Teuta, et devient d'abord gouverneur de son île natale, devenue vassale des Illyriens. Il commande donc à Corcyre mais se retrouve assiégé sans espoir. Craignant d'avoir perdu la confiance de la reine Teuta, contraint de se rendre sous peu, il trahit ses maîtres et livre la ville aux Romains. Il sert ensuite de guide aux Romains pour la suite de la campagne. En récompense, ceux-ci lui donnent pour fief Pharos, quelques îles voisines et une partie du littoral illyrien en tant que gouverneur des îles de la Dalmatie.
Dans la deuxième phase, les consuls délivrent Épidamne, débarquent à Apollonie et prennent Issa. L'armée et la flotte romaine procèdent de concert et assiègent finalement Scodra. La reine Teuta, effrayée par la rapidité des soldats de Rome, cherche à faire la paix et accepte un traité honteux,.
Les exigences romaines imposées aux Illyriens sont sévères. La reine Teuta est contrainte de libérer les cités grecques et dalmates, notamment Corcyre, Apollonie et Dyrrachium, de payer un tribut annuel à Rome, et de s'engager à veiller à ce qu'aucun navire de guerre illyrien et pas plus de deux navires marchands n'aillent plus loin que Lissos,,,. Les Romains permettent cependant à Teuta de continuer à régner sur un royaume réduit et affaibli,.
On ne sait rien sur le reste de sa vie.

## Conséquences de la guerre
Quant à Rome, sa victoire lui permet d'établir un protectorat sur toute cette région illyrienne autour de Scodra et de rétablir la navigation commerciale entre Italie et Grèce. Rome entre dans le monde grec et devient voisin du royaume de Macédoine. La fin des raids illyriens est important pour les Grecs et ceux-ci remercient Rome. Corinthe admet peu de temps après Rome aux Jeux isthmiques.
Une deuxième guerre d'Illyrie se déroule en 220 et 219 av. J.-C. à l'instigation de Démétrios, qui trahit Rome. Défait, il rejoint ensuite Philippe V de Macédoine, devenant un conseiller à sa cour,.
Au début du Ier siècle av. J.-C., Gentius est le dernier roi illyrien des Ardiéens. Allié des Romains, il change de camp et s'allie avec Persée de Macédoine. Gentius est vaincu lors de la troisième guerre d’Illyrie en 168 av. J.-C.. L'Illyrie est finalement conquise cette année-là. Après quarante ans de combats intermittents, l'Illyrie devint une province romaine. Il faut une centaine d'années supplémentaires, cependant, pour que l'Illyrie côtière et les tribus dalmates soient finalement soumis après la grande révolte illyrienne du début du Ier siècle apr. J.-C.

### Sur Teuta
- (en) Nada Ćurčija Prodanović et Dus̆an Ristić, Teuta, Queen of Illyria, Oxford University Press, 1973 (ISBN 0192713531, lire en ligne)
- (en) Joan Druett, She Captains: Heroines and Hellions of the Sea, Barnes & Noble Books, 2005 (ISBN 0760766916, lire en ligne)
- (en) Guida Myrl Jackson-Laufer, Women Rulers throughout the Ages: An Illustrated Guide, New York, ABC-CLIO, Inc, 1999 (ISBN 1576070913, lire en ligne)

### Sur l'Illyrie
- Danièle Berranger et Pierre Cabanes, Épire, Illyrie, Macédoine : mélanges offerts au professeur Pierre Cabanes, Presses universitaires Blaise Pascal, 2007, 414 p. (ISBN 978-2-84516-351-5 et 2-84516-351-7, lire en ligne)
- (en) Arthur Evans, Ancient Illyria : An Archaeological Exploration, Londres, I.B. Tauris, 2006, 339 p. (ISBN 978-1-84511-167-0, lire en ligne)
- Marie-Claire Amouretti et Françoise Ruzé, Le Monde grec antique, Paris, Hachette, coll. « Supérieur », 2003
- Édouard Will, Histoire politique du monde hellénistique : 323-30 av. J.-C., Paris, Édition du Seuil, coll. « Points. Histoire », 2003, 1051 p. (ISBN 978-2-02-060387-4)
- (en) John Wilkes, The Illyrians, Wiley-Blackwell, 1995 (ISBN 0631198075, lire en ligne)
- (en) Edwin E. Jacques, The Albanians: An Ethnic History from Prehistoric Times to the Present, Jefferson, Caroline du Nord, Marland & Company, 1995, p. 72
- (en) Nicholas Geoffrey Lemprière Hammond, Studies concerning Epirus and Macedonia before Alexander, Hakkert, 1993 (lire en ligne)
- (en) Fik Meijer, A History of Seafaring in the Classical World, St. Martin's Press, 1986 (ISBN 0312000758, lire en ligne)
- (en) Frank William Walbank, The Cambridge Ancient History: The Hellenistic World (Volume 7, Part 1), Cambridge University Press, 1984 (lire en ligne)

### Sur Rome
- Mireille Cébeillac-Gervasoni, Jean-Pierre Martin et Alain Chauvot, Histoire romaine, Armand Colin, coll. « U Histoire », 2006, 471 p. (ISBN 978-2-200-26587-8), p. 109
- François Hinard (dir.), Dominique Briquel, Giovanni Brizzi et Jean-Michel Roddaz, Histoire romaine des origines à Auguste, Fayard, 2000, 1075 p. (ISBN 978-2-213-03194-1), p. 384-386
- Yann Le Bohec, Histoire militaire des guerres puniques, Monaco, Éditions du Rocher, coll. « L'art de la guerre », 1995, 342 p. (ISBN 978-2-268-02147-8)
- Claude Nicolet (dir.), Rome et la conquête du monde méditerranéen, t. 2 : Genèse d'un empire, PUF, coll. « Nouvelle Clio », 1993 (ISBN 978-2-13-043913-4)
- (en) Polybe, Ian Scott-Kilvert et Frank William Walbank, The Rise of the Roman Empire, Penguin Classics, 1979 (ISBN 0140443622, lire en ligne)
- André Piganiol, La conquête romaine, Paris, Presses universitaires de France, coll. « Peuples et civilisations », 1974